# 온딘
온딘(Ondine)은 미국에서 제작된 닐 조던 감독의 2009년 드라마, 멜로/로맨스 영화이다. 콜린 파렐 등이 주연으로 출연하였고 벤 브로닝 등이 제작에 참여하였다.

## 출연

### 주연
- 콜린 파렐
- 토니 커렌

### 조연
- 알리샤 바흐레다
- 노마 쉐핸
- 에밀 호스티나
- 데블라 커완
- 스티븐 레아
- 톰 아치디콘
- 돈 위체리

## 제작진
- 미술: 애너 랙카드
- 세트: 주디 파
- 의상: 에이머 니 마올돔나이프
- 배역: 수지 피기스
- 배역: 프랭크 모이셀